# Joseph Fan Zhongliang
Joseph Fan Zhongliang (ZH) (Shanghai, 13 gennaio 1918 – Shanghai, 16 marzo 2014) è stato un vescovo cattolico cinese.

## Biografia
A quattordici anni fu battezzato con rito cattolico; a vent'anni (1938) entrò nella Compagnia di Gesù e nel 1951 fu ordinato sacerdote: Mao Tse-Tung aveva preso il potere due anni prima. Nel 1955, il Partito Comunista Cinese introdusse norme restrittive della libertà di fede: in particolare, impose ai cattolici di rompere ogni legame con il Papa. Giuseppe, insieme con il vescovo di Shanghai Ignazio Kung Pin-mei, rifiutò e per questo entrambi furono arrestati con l'accusa di attività controrivoluzionaria.
In un processo sommario, Fan Zhongliang fu condannato nel 1956 a vent'anni di lavori forzati. Trascorse il periodo di detenzione in un laogai nella provincia del Qinghai (vicino all'altopiano del Tibet). Nel 1978 fu rimesso in libertà e successivamente gli fu consentito di tornare a Shanghai. Fedele alla Santa Sede, fu nominato segretamente vescovo coadiutore (27 febbraio 1985), in sostituzione del vescovo titolare, Ignazio Kung Pin-Mei, ancora detenuto in carcere. Nella sua diocesi fu arrestato ancora numerose volte.
Nel 2000, alla morte di Ignazio Kung Pin-Mei, fu scelto dal Papa come suo successore: la nomina non fu accettata dal governo cinese, che riconobbe invece Luigi Jin Luxian, nominato dall'Associazione patriottica cattolica cinese, ma nel giro di pochi anni la politica religiosa cinese cambiò. Ciò consentì ai due vescovi, entrambi appartenenti alla Compagnia di Gesù, di cooperare nel governo della diocesi.
Nel 2005 i due presuli, giunti a un'età avanzata, scelsero di comune accordo un successore, gradito sia alla Santa Sede sia al governo cinese: si arrivò così, il 28 giugno di quell'anno, alla nome di Giuseppe Xing Wenzhi quale vescovo ausiliare. Giuseppe Fan Zhongliang morì a Shanghai il 16 marzo 2014 alla veneranda età di 96 anni.

## Genealogia episcopale e successione apostolica
La genealogia episcopale è:
- Cardinale Scipione Rebiba
- Cardinale Giulio Antonio Santori
- Cardinale Girolamo Bernerio, O.P.
- Arcivescovo Galeazzo Sanvitale
- Cardinale Ludovico Ludovisi
- Cardinale Luigi Caetani
- Cardinale Ulderico Carpegna
- Cardinale Paluzzo Paluzzi Altieri degli Albertoni
- Papa Benedetto XIII
- Papa Benedetto XIV
- Papa Clemente XIII
- Cardinale Marcantonio Colonna
- Cardinale Giacinto Sigismondo Gerdil, B.
- Cardinale Giulio Maria della Somaglia
- Cardinale Carlo Odescalchi, S.I.
- Cardinale Costantino Patrizi Naro
- Cardinale Serafino Vannutelli
- Cardinale Domenico Serafini, Cong. Subl. O.S.B.
- Cardinale Pietro Fumasoni Biondi
- Arcivescovo Mario Zanin
- Cardinale Paul Yü Pin
- Arcivescovo Giuseppe Ferruccio Maurizio Rosà, O.F.M.
- Vescovo Peter Joseph Fan Xueyan
- Vescovo Casimir Wang Milu
- Vescovo Bartholomew Yu Chengdi
- Vescovo Mathias Lu Zhengshen
- Vescovo Joseph Fan Zhongliang, S.I.

La successione apostolica è:
- Vescovo Marc Yuan Wen Zai (1989)